# Сант-Эльпидио-а-Маре
Сант-Эльпи́дио-а-Ма́ре (итал. Sant'Elpidio a Mare) — коммуна в Италии, располагается в регионе Марке, в провинции Фермо.
Население составляет 16573 человека (2008 г.), плотность населения составляет 320 чел./км². Занимает площадь 50 км². Почтовый индекс — 63019. Телефонный код — 0734.
Покровителем коммуны почитается святой Элпидий, празднование 2 сентября.

## Демография
Динамика населения:

## Администрация коммуны
- Официальный сайт: http://www.santelpidioamare.it